# Eila (krater)
Eila är en nedslagskrater med en diameter på 9 kilometer, på planeten Venus. Eila har fått sitt namn efter det finska kvinnonamnet Eila.